# Chaunoproctus vargai
Chaunoproctus vargai är en kvalsterart som först beskrevs av Balogh 1959.  Chaunoproctus vargai ingår i släktet Chaunoproctus och familjen Caloppiidae. Inga underarter finns listade i Catalogue of Life.